# معركة الفالوجة الأولى 1948
معركة الفالوجة الأولى معركة وقعت في 13 آذار عام 1948م بقرية الفالوجة بين القوات الاسرائيلية وقوات محمد طارق الإفريقي بحرب 1948.

## الأحداث
اعتاد اليهود قبيل وجود القوات العربية في المجدل. تحريك قوافلهم على طريق المجدل مسمية وادي صرار تحت حراسة مصفحاتهم او حماية الجيش البريطاني لجلب ما تحتاج اليه مستعمراتهم من القدس. وعندما عرف اليهود عن طريق جواسيسهم، بوجود قوات من العرب في المجدل خاطبوهم بطريق الجو قائلين: «نحن اخوانكم لانريد محاربتكم، بل نريد الذهاب إلى القدس لتأمين حياة مستعمراتنا.» فلم ترد عليهم قوات محمد طارق الإفريقي فردت عليهم القوافل بمهاجمة قرية الفالوجة الواقعة غربي مستعمراتهم المسماة "غاث" بقوة كبيرة من الطائرات، وعندما علمت القوات العربية ببدء المعركة امرت محاربي القرية بالصمود إلى ان تحضر قوات يراسها محمد طارق الإفريقي. وبعد وصول قوات محمد طارق بدأ الاشتباك بين القوات الاسرائيلية وقوات اللجنة القومية لقضاء المجدل ومحاربي القرية وانتهت بانتصار قوات محمد طارق الإفريقي.